# Frankreichfeldzug Heinrichs III. (1230)

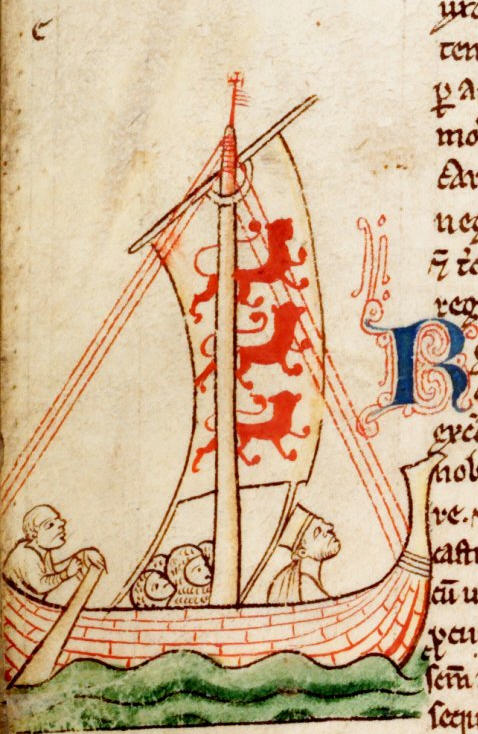
Heinrich III. segelt in die Bretagne. Illustration aus der Chronik von Matthew Paris aus dem 13. Jahrhundert

Der Feldzug von König Heinrich III. nach Frankreich von 1230 war ein militärischer Konflikt zwischen England und Frankreich. Durch den Feldzug wollte der englische König Heinrich III. die während der Herrschaft seines Vaters König Johann Ohneland im Französisch-Englischen Krieg von 1202 bis 1214 verlorenen Besitzungen des sogenannten Angevinischen Reiches zurückerobern. Der Feldzug, bei dem es zu keinen größeren Kampfhandlungen kam, brachte keine territorialen Veränderungen.

## Vorgeschichte
Nach Ablauf des 1220 geschlossenen vierjährigen Waffenstillstands fiel der französische König Ludwig VIII. im Sommer 1224 in das Poitou und in die Gascogne ein und eroberte rasch den Großteil der dem englischen König gehörenden Gebiete. Im März 1225 brachen Richard von Cornwall, der jüngere Bruder des Königs, und der Earl of Salisbury mit einer Armee in das noch von englischen Truppen gehaltene Bordeaux auf. Sie konnten rasch den Großteil der Gascogne zurückerobern, so dass der junge König Heinrich III. bereits im Frühjahr 1226 glaubte, auch die von seinem Vater verlorenen Gebiete zurückerobern zu können. Auf Druck von Papst Honorius III., der auf den Albigenserkreuzzug des französischen Königs hinwies, wurde der bereits geplante Feldzug nach Frankreich jedoch verschoben. Am 8. November 1226 starb der französische König Ludwig VIII. während seines Feldzugs in Südfrankreich an der Ruhr. Ihm folgte sein minderjähriger Sohn Ludwig IX., für den seine Mutter Blanka von Kastilien die Regentschaft führte. Deren Regentschaft wurde von zahlreichen französischen Baronen abgelehnt, was König Heinrich III. für einen Feldzug nach Frankreich ausnutzen wollte. Er sandte Gesandte an die Barone in der Normandie, in der Bretagne, im Anjou und im Poitou und erneuerte seine Ansprüche auf diese Gebiete. Mit Peter Mauclerc, dem Herzog der Bretagne, war er bereits verbündet, und im Dezember schloss er ein Abkommen mit Hugo X. von Lusignan, dem Ehemann seiner Mutter, und mit dem Vizegraf von Thouars. Am 8. Januar 1227 wurde der König auf einer Ratsversammlung in Oxford für volljährig erklärt, der daraufhin Peter des Roches und seine anderen Erzieher entließ. Der König versuchte, weitere Verbündete für einen Krieg gegen Frankreich zu gewinnen. Im April 1227 kehrten jedoch seine Gesandten aus Frankreich zurück und berichteten, dass der Herzog der Bretagne, Hugo X. von Lusignan und weitere unzufriedene Barone am 16. März die Herrschaft von Ludwig IX. hätten anerkennen müssen. Daraufhin wurde der Waffenstillstand mit Frankreich bis Sommer 1228 verlängert.

## Der Feldzug von 1230
Weihnachten 1228 erreichten den König in Oxford Gesandte von französischen Baronen aus der Normandie und aus dem Poitou, von denen er zu einem Feldzug nach Frankreich ermuntert wurde, doch der Justiciar Hubert de Burgh lehnte eine Fortführung des Kriegs mit Frankreich ab. Dennoch wurde ein Schildgeld in Höhe von drei Mark pro Knight’s fee sowie weitere Abgaben auf den königlichen Grundbesitz erhoben, und nach zahlreichen Ankündigungen entschloss sich der König im Sommer 1229 gegen den Rat seines Justiciars zu einem Feldzug nach Frankreich. Er berief Ende September sein Heer nach Portsmouth, wo am 13. Oktober, dem Fest des Heiligen Eduards, eine Musterung stattfand. Für die Überfahrt der Truppen waren jedoch nicht genügend Schiffe vorhanden, wofür der König öffentlich seinen Justiciar verantwortlich machte, wobei er ihm sogar mit dem Schwert gedroht haben soll. Kurz darauf traf Peter Mauclerc, der Herzog der Bretagne, in England ein und riet dem König, wegen des schlechten Wetters für eine Überfahrt seinen Feldzug bis Ostern nächsten Jahres zu verschieben. 
Am 30. April 1230 brach der König dann mit einer großen Armee von Portsmouth aus auf. Ihn begleitete Hubert de Burgh, der damit im Gegensatz zu früheren Justiciaren während der Abwesenheit des Königs nicht als Vizekönig in England blieb, sondern als militärischer Führer agierte. Neben Hubert de Burgh nahmen auch die meisten Magnaten wie Ranulf of Chester, Gilbert de Clare, Humphrey de Bohun und William Marshal an dem Feldzug teil. Nach einem Zwischenstopp auf Guernsey am 2. Mai landete der König, bekleidet mit Krone, Zepter und einem weißen Seidenmantel, am 3. Mai in St. Malo, wo sie vom Herzog der Bretagne empfangen wurden. Der Großteil der englischen Armee landete bei Tréguier. Obwohl die Normandie kurz vor einer Rebellion gegen die französische Regentin stand, riet de Burgh von einem Angriff auf die Normandie ab, da er im Jahr zuvor in geheimen Verhandlungen dies den Franzosen zugesagt hatte. Stattdessen rückten die Engländer am 8. Mai nach Dinan und dann weiter nach Nantes vor. Dort hoffte der König, seine Mutter Isabella von Angoulême und ihren Mann Hugo X. von Lusignan zu treffen. In Ostfrankreich war es zu einer Revolte verschiedener Barone wie Philippe Hurepel de Clermont und Enguerrand III. de Coucy gegen die Regentin gekommen, so dass nur ein Teil der französischen Armee bei Angers den Engländern den Weg ins Poitou versperren konnte. König Heinrich III. wartete in Oudon bei Nantes auf weitere Verstärkungen, doch im Gegensatz zu Ostfrankreich kam es in Westfrankreich zu keiner offenen Rebellion. Der Adel der Bretagne war wegen des englischen Einmarsches gespalten, ein Teil huldigte dem englischen König, andere verschlossen ihre Burgen. Hugo X. von Lusignan zögerte weiter, sich seinem Stiefsohn anzuschließen, und auch Heinrichs eigene Mutter unterstützte ihren Sohn nicht, während der Vizegraf von Thouars sich auf die Seite des französischen Königs stellte. 
Ende Juni räumte die französische Armee ihre Stellung bei Angers, worauf König Heinrich III. in das Anjou einfiel. Der englische Vormarsch stieß auf wenig Widerstand, nur die Burg von Mirebeau musste ab dem 21. Juli belagert werden. Erst mit Hilfe von aus Bordeaux herbeigebrachten Belagerungsmaschinen konnte sie am 30. Juli erobert werden. Anschließend marschierten die Engländer weiter in das Poitou und in die Gascogne, wo dem König zahlreiche Adlige huldigten. Der englische König verließ jedoch nach nur einer Woche Aufenthalt Bordeaux und brach am 10. August wieder Richtung Bretagne auf. Am 15. September erreichte er wieder Nantes, wo er mehrere Wochen blieb. Hubert de Burgh drängte zum Rückzug, und ohne weitere Kämpfe verließ der König Ende Oktober von Saint-Pol-de-Léon aus die Bretagne. Zur Unterstützung des Herzogs ließ er eine kleine Streitmacht unter Ranulf of Chester und William Marshal zurück. Am 27. Oktober 1230 erreichte der König wieder Portsmouth.

## Folgen
Der fehlgeschlagene, kostspielige Feldzug führte zu einer weiteren Entfremdung zwischen König Heinrich III. und seinem Justiciar Hubert de Burgh. Nachdem die Regentin Blanka von Kastilien die Revolte der französischen Barone niederschlagen konnte, wurde durch Vermittlung des vom Kreuzzug zurückgekehrten Peter des Roches am 4. Juli 1231 ein auf drei Jahre befristeter Waffenstillstand zwischen Frankreich und England geschlossen, während Peter Mauclerc seinen Anspruch auf die Bretagne aufgab. 